# 组织蛋白酶F
组织蛋白酶F（英文：Cathepsin F）是一种在人体中由CTSF基因编码的蛋白质。
木瓜样蛋白酶是半胱氨酸蛋白酶家族，代表溶酶体蛋白水解系统的主要成分。通常，组织蛋白酶包含一个信号肽，然后是一个前肽，再然后是一个催化活性成熟区。组织蛋白酶F前体非常长的（251个氨基酸残基）前区包含一个与组织蛋白酶L样酶的前段相似的C端结构域、一个50个残基的柔性连接肽和N端结构域预计采用胱抑素样折叠组织蛋白酶F前区在木瓜蛋白酶家族半胱氨酸蛋白酶中是独一无二的，因为它包含这个额外的N端片段，预计与胱抑素超家族的半胱氨酸蛋白酶抑制剂具有结构相似性。这种胱抑素样结构域包含一些已知对抑制活性很重要的元素。CTSF编码预测的484个氨基酸的蛋白质，其中包含19个残基信号肽。组织蛋白酶F含有五个潜在的N-连接糖基化位点，它可能通过甘露糖6-磷酸受体途径靶向内体/溶酶体区室。组织蛋白酶F基因普遍表达，它定位于染色体11q13，接近编码组织蛋白酶W的基因。

## 泰国肝吸虫的免疫诊断
组织蛋白酶F可用作测试泰国肝吸虫造成的疾病的替代方法。近年来，泰国肝吸虫的诊断一直通过大便检查来完成，被认为是“金标准”方法。然而，基于粪便的诊断可能是不可靠的，尽管它是一种非侵入性方法。进行的实验表明，通过使用重组DNA技术和组织蛋白酶F半胱氨酸蛋白酶，可以产生更可靠的结果。

## 组织蛋白酶F在虾夷盘扇贝中的表达
最近的实验表明在虾夷盘扇贝中发现了组织蛋白酶F。在虾夷盘扇贝的各个胚胎发育阶段鉴定组织蛋白酶F基因具有重要意义。组织蛋白酶F基因在先天免疫反应中具有重要作用。虾夷盘扇贝一直因细菌性疾病而遭受高死亡率。组织蛋白酶F的发现可以领导进一步的研究和解决虾夷盘扇贝死亡率问题的方法。

## 拓展阅读
- Nägler DK, Sulea T, Ménard R. . Biochem. Biophys. Res. Commun. 1999, 257 (2): 313–8. PMID 10198209. doi:10.1006/bbrc.1999.0461.
- Wex T, Levy B, Wex H, Brömme D. . Biochem. Biophys. Res. Commun. 1999, 259 (2): 401–7. PMID 10362521. doi:10.1006/bbrc.1999.0700.
- Wex T, Wex H, Brömme D. . Biol. Chem. 2000, 380 (12): 1439–42. PMID 10661872. S2CID 28469574. doi:10.1515/BC.1999.185.
- Shi GP, Bryant RA, Riese R,  et al. . J. Exp. Med. 2000, 191 (7): 1177–86. PMC 2193169 . PMID 10748235. doi:10.1084/jem.191.7.1177.
- Deussing J, Tisljar K, Papazoglou A, Peters C. . Gene. 2000, 251 (2): 165–73. PMID 10876093. doi:10.1016/S0378-1119(00)00196-7.
- Strausberg RL, Feingold EA, Grouse LH,  et al. . Proc. Natl. Acad. Sci. U.S.A. 2003, 99 (26): 16899–903. Bibcode:2002PNAS...9916899M. PMC 139241 . PMID 12477932. doi:10.1073/pnas.242603899 .
- Oörni K, Sneck M, Brömme D,  et al. . J. Biol. Chem. 2004, 279 (33): 34776–84. PMID 15184381. doi:10.1074/jbc.M310814200 .
- Gerhard DS, Wagner L, Feingold EA,  et al. . Genome Res. 2004, 14 (10B): 2121–7. PMC 528928 . PMID 15489334. doi:10.1101/gr.2596504.
- Vazquez-Ortiz G, Pina-Sanchez P, Vazquez K,  et al. . BMC Cancer. 2006, 5 (1): 68. PMC 1175083 . PMID 15989693. doi:10.1186/1471-2407-5-68.
- Kaakinen R, Lindstedt KA, Sneck M,  et al. . Atherosclerosis. 2007, 192 (2): 323–7. PMID 16963053. doi:10.1016/j.atherosclerosis.2006.08.001.